# Ernestiner

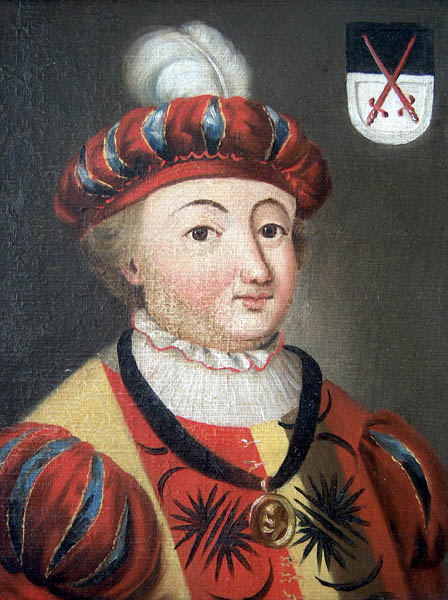
Landgraf Ernst von Thüringen, Kurfürst von Sachsen (1441–1486), Begründer der ernestinischen Linie

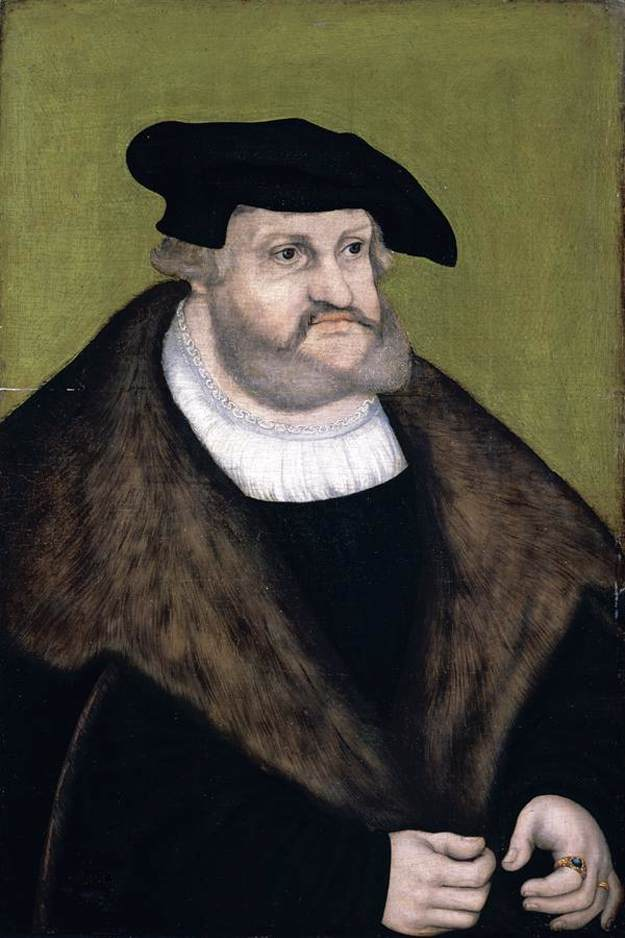
Kurfürst Friedrich der Weise (1463–1525), Schutzherr Martin Luthers

Die Ernestiner sind eine Linie des deutschen Fürstengeschlechts der Wettiner. Der Name leitet sich vom Stammvater der Linie Kurfürst Ernst von Sachsen her. Die Ernestiner waren bis zum Ende der Monarchie infolge der Novemberrevolution im Jahr 1918 Staatsoberhäupter im Großherzogtum Sachsen und in den Herzogtümern Sachsen-Meiningen, Sachsen-Altenburg sowie Sachsen-Coburg und Gotha. Nachfahren letzterer Linie regieren noch heute das Königreich Belgien, auch das Haus Windsor bis zur britischen Königin Elisabeth II. ging im Mannesstamm auf die Ernestiner zurück.

## Entstehung der ernestinischen Linie der Wettiner
Ernst und Albrecht von Sachsen, die beiden Söhne des Kurfürsten Friedrich II. (1412–1464) regierten ihr väterliches Erbe zunächst lange gemeinsam, wobei Ernst als der Ältere die Kurfürstenwürde besaß. 1485 nahmen die beiden Brüder die Teilung ihrer Länder vor (Leipziger Teilung). Albrecht und seine Nachkommen erhielten ein eigenes Territorium mit Dresden als Zentrum, das sie von nun an als Herzöge von Sachsen regierten.
Während der ernestinische Kurfürst Friedrich der Weise die Reformation unterstützte, versuchte der albertinische Herzog Georg der Bärtige diese in seinem Gebiet zu verhindern. Erst sein Bruder Heinrich der Fromme (1539–1541), welcher Georg als Herzog nachfolgte, führte die Reformation auch im albertinischen Sachsen ein.

## Verlust der Kurwürde
Obgleich auch der Albertiner Moritz von Sachsen Protestant war, stellte er sich 1546 auf die Seite Kaiser Karls V. gegen die evangelischen Fürsten des Schmalkaldischen Bundes unter Führung seines ernestinischen Vetters Johann Friedrich. Nach der Niederlage der Protestanten im Schmalkaldischen Krieg erhielt Moritz vom Kaiser in der Wittenberger Kapitulation 1547 die Kurwürde und große Teile der ernestinischen Länder als Belohnung für seine Dienste. Seitdem waren die Albertiner die führende Linie des Gesamthauses Wettin. Durch den Verlust der Kurwürde und ständige Erbteilungen (und damit verbundene Zersplitterung ihres Besitzes) büßte die Ernestinische Linie seit der Mitte des 17. Jahrhunderts dauerhaft ihre machtpolitische Bedeutung im Reich ein.

## Bedeutendste ernestinische Linien

### Sachsen-Weimar-(Eisenach)
Die heute älteste ernestinische Linie ist jene, die ab 1572 zunächst das Herzogtum Sachsen-Weimar regierte. Sachsen-Weimar-Eisenach, das ab 1903 als Großherzogtum Sachsen bezeichnet wurde, nahm 1741 seinen Anfang, da Ernst August I. seither in Personalunion sowohl über Sachsen-Weimar als auch über Sachsen-Eisenach verfügte. Unter Carl August von Sachsen-Weimar-Eisenach wurde das Herzogtum Sachsen-Weimar-Eisenach 1809 staatsrechtlich vereinigt und 1815 zum Großherzogtum erhoben. Der Landtag des Großherzogtums hatte 38 Abgeordnete. Aktuelles Oberhaupt des Hauses Sachsen-Weimar ist Michael-Benedikt von Sachsen-Weimar-Eisenach.

### Sachsen-Gotha-Altenburg
Als Nebenlinie des Hauses Weimar entstand das Haus Sachsen-Gotha-Altenburg, das anfangs in Person Ernsts des Frommen ab 1640 mit Sachsen-Gotha ein Herzogtum beherrschte, das 1672 beträchtlich zum Herzogtum Sachsen-Gotha-Altenburg erweitert wurde. Daraus ging beim Gothaer Hauptrezess 1680 ein deutlich verkleinertes gleichnamiges Herzogtum hervor, wobei mit Gotha und Altenburg die namengebenden Städte des Vorgängerterritoriums in der Hand von Ernsts ältestem Sohn Friedrich I. blieben. Dessen Nachfahren regierten bis zum Erlöschen der Linie durch den Tod Friedrichs IV. 1825, der im Jahr darauf auch die Auflösung des Herzogtums durch den Teilungsvertrag zu Hildburghausen zur Folge hatte.

### Sachsen-Meiningen
Die Linie Sachsen-Meiningen wurde 1680 von Bernhard I. begründet. Die Verfassung des Herzogtums beruhte auf dem Grundgesetz vom 23. August 1829 und den Gesetzen vom 20. Juli 1871, 24. April 1873 und 9. März 1896. Der Landtag bestand aus 24 Abgeordneten, dem ein Landmarschall vorstand. Im Bundesrat in Berlin ließ sich Sachsen-Meiningen durch das Königreich Bayern vertreten. Derzeitiges Oberhaupt des Hauses ist Konrad von Sachsen-Meiningen.

### Sachsen-Coburg und Gotha
Ab 1680 regierte diese Linie zunächst Sachsen-Saalfeld, das bald zu Sachsen-Coburg-Saalfeld erweitert wurde. Sachsen-Coburg und Gotha, dessen erster Herzog Ernst I. war, entstand 1826, nachdem Saalfeld gegen Gotha eingetauscht wurde. Das Herzogtum hatte die zwei Residenzstädte Coburg und Gotha. Für Coburg und Gotha bestanden zwei Landtage, die  11 und 19 Mitglieder hatten. Darüber hinaus existierte ein gemeinsamer Landtag aus sämtlichen Mitgliedern für gemeinsame Angelegenheiten. Derzeitiger Chef des Hauses ist Andreas von Sachsen-Coburg und Gotha.

### Sachsen-Altenburg
Sachsen-Altenburg existierte erstmals von 1603 bis 1672, wobei es vom Älteren Haus Sachsen-Altenburg regiert wurde und nach dessen Aussterben an Sachsen-Gotha-Altenburg (siehe oben) fiel. Das Jüngere Haus Sachsen-Altenburg regierte zunächst ab 1680 das Herzogtum Sachsen-Hildburghausen und hieß entsprechend Haus Sachsen-Hildburghausen. Nach dem Aussterben des Hauses Sachsen-Gotha-Altenburg existierte das Herzogtum Sachsen-Altenburg von 1826 und 1918 erneut; das Herzogtum Sachsen-Hildburghausen wurde mit Sachsen-Meiningen vereinigt und die in Hildburghausen regierende Linie der Ernestiner erhielt 1826 als Ausgleich Sachsen-Altenburg. Die Landstände des Herzogtums Sachsen-Altenburg wurden im Jahr 1870 neu organisiert. Der Landtag setzte sich aus 30 Abgeordneten zusammen. Ernst II. dankte 1918 als letzter Herzog ab, und der Freistaat Sachsen-Altenburg wurde gegründet. Da Georg Moritz von Sachsen-Altenburg keinen Nachfahren hatte, erlosch die Linie Sachsen-Altenburg 1991 im Mannesstamm.

## Europäische Könige und Zaren
Die Linie Sachsen-Coburg und Gotha erlangte im 19. Jahrhundert durch ihre Heiratspolitik internationale Bedeutung, als Mitglieder des Hauses auf vier europäische Throne gelangten. Heute regieren Nachfahren des Hauses noch in Belgien und im Vereinigten Königreich – im Falle von Letzterem allerdings seit 1917 unter dem Namen Haus Windsor und nach dem Tod von Königin Elisabeth II. (1926–2022), die in direkter männlicher Linie noch eine Nachfahrin der Ernestiner war, nunmehr als männliche Nachkommen des Hauses Schleswig-Holstein-Sonderburg-Glücksburg (Gesamthaus Oldenburg, vgl. Mountbatten-Windsor).
Die Thüringer Landesausstellung 2016 widmete sich der Familie der Ernestiner. Die Stiftung Schloss Friedenstein und die Klassik Stiftung Weimar zeigten vom 24. April bis 28. August 2016 gemeinsam „Die Ernestiner. Eine Dynastie prägt Europa“. Die Ausstellung fand in zwei Städten an insgesamt vier Standorten statt: in Weimar im Neuen Museum und im Stadtschloss, in Gotha im Schloss Friedenstein und im Herzoglichen Museum. Die Herrscherfamilie der Ernestiner wurde dabei auf insgesamt 4.000 m² Ausstellungsfläche in ihren einstigen Residenzstädten als das protestantische Fürstenhaus präsentiert, das die Geschicke seiner Lande zwischen Reformation und dem Ende der Monarchie lenkte und nachhaltig beeinflusste.

## Wettiner Linien und Fürstentümer 1485–1918 (Grafik)
Überblick über die einzelnen durch Erbteilungen entstandenen Linien und Fürstentümer der Wettiner, seit der Bildung der Ernestiner und Albertiner Linien in der Leipziger Teilung 1485, sowie deren Vererbungen bei ihrem jeweiligen Aussterben. (zum Vergrößern bitte auf das Bild klicken!)

## Weitere Familienzweige
- Sachsen-Coburg
- Sachsen-Eisenberg
- Sachsen-Eisenach
- Sachsen-Gotha
- Sachsen-Hildburghausen
- Sachsen-Meiningen
- Sachsen-Römhild
- Sachsen-Saalfeld
- Sachsen-Weimar

## Seniorat
Bei den Ernestinern spielte ab der Ernestinischen Teilung von 1640 bis Anfang des 18. Jahrhunderts ein gemeinsames Direktorium und anschließend bis in die 1820er Jahre ein gemeinsames Seniorat eine wichtige Rolle. Der Hausälteste – zunächst nur Herzöge, ab dem 18. Jahrhundert auch apanagierte Prinzen – aller ernestinischer Linien insgesamt bezog dafür die Einkünfte aus dem Senioratsamt Oldisleben.

## Wappen

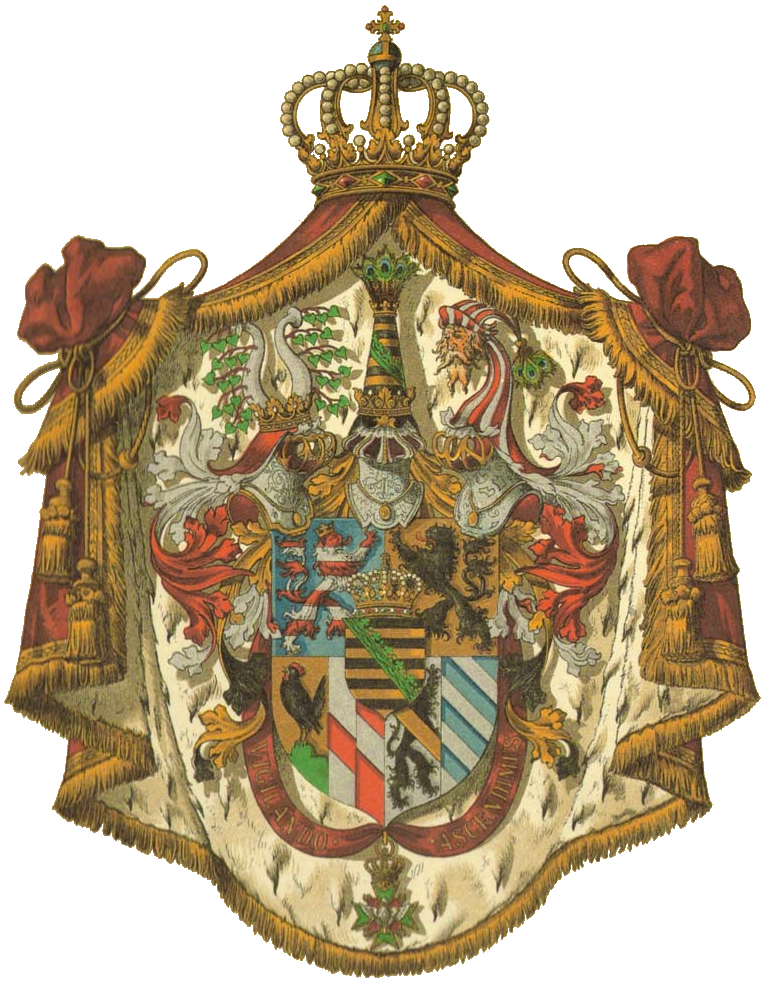
Großherzöge von Sachsen-Weimar-Eisenach
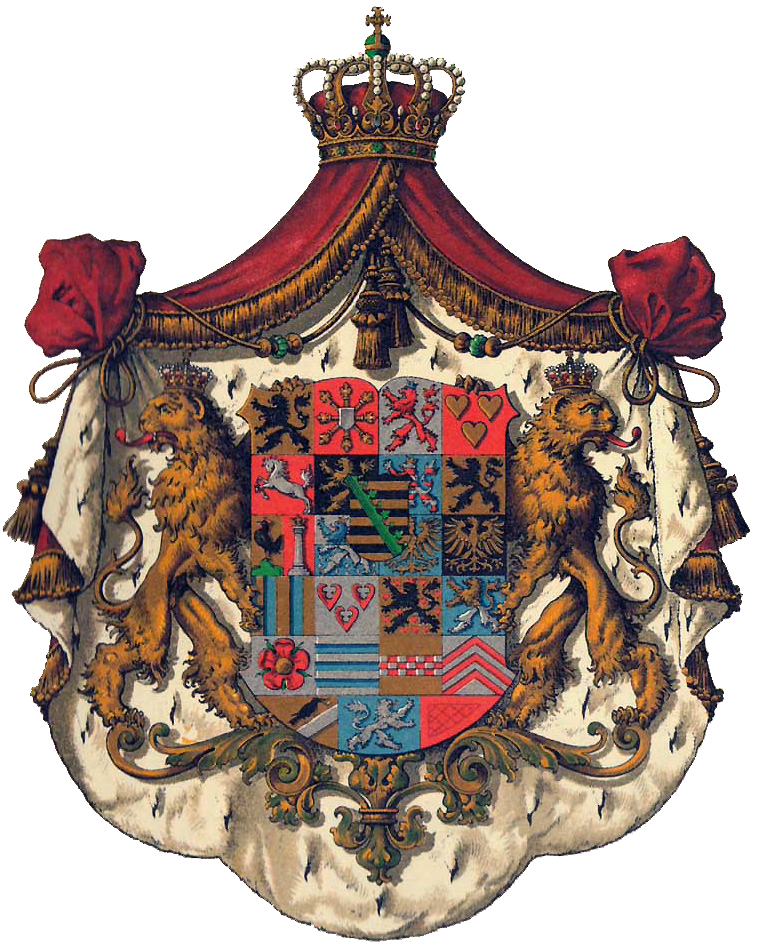
Herzöge von Sachsen-Coburg und Gotha
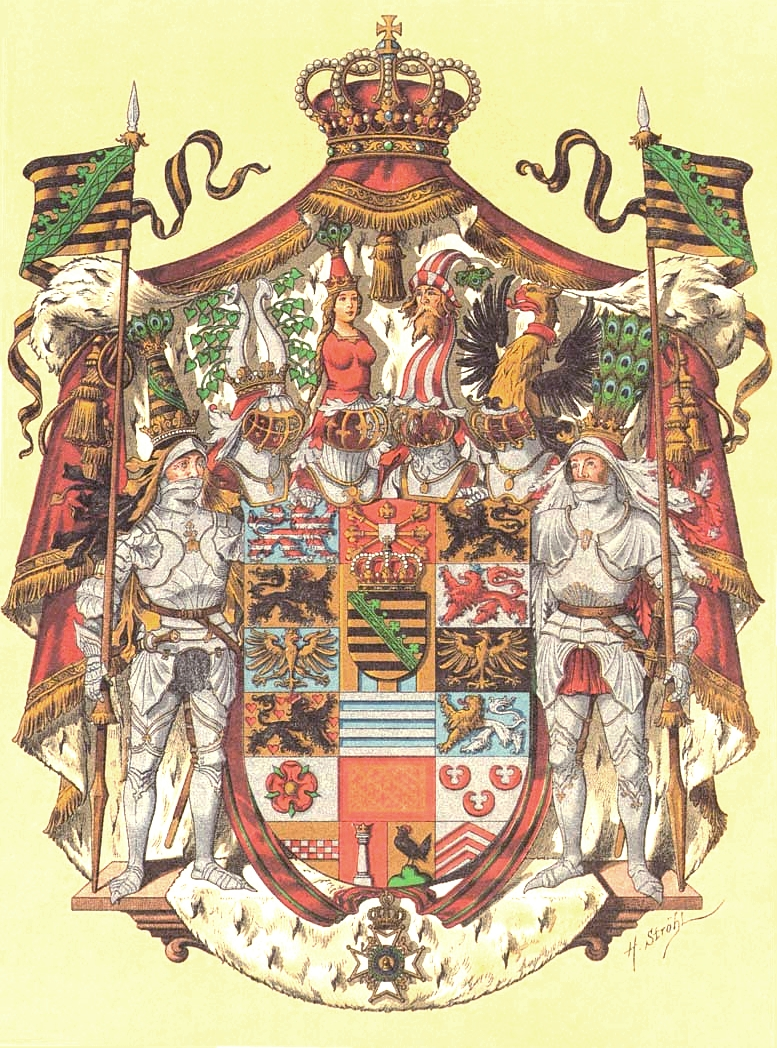
Herzöge von Sachsen-Meiningen
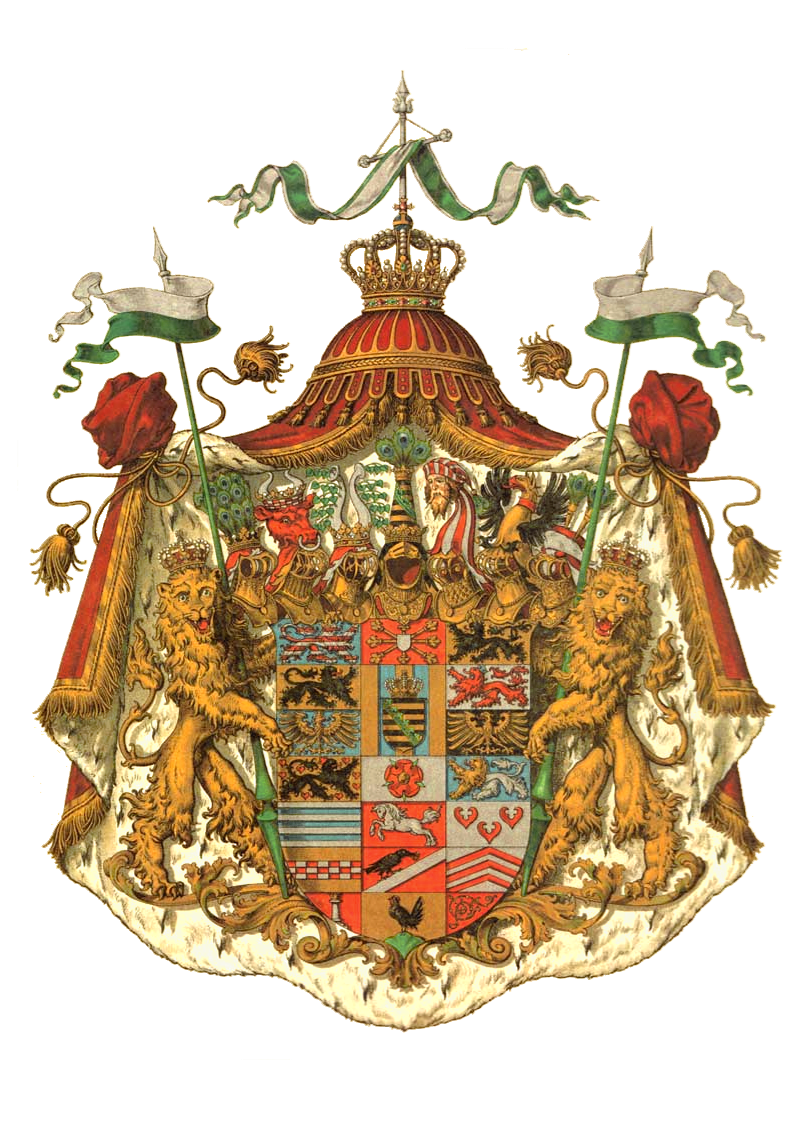
Herzöge von Sachsen-Altenburg
Könige von Belgien (seit 1831)
Könige von Portugal (1836–1910)
Zaren von Bulgarien (1887–1946)
Könige von Großbritannien und Irland (seit 1901)